# Dent du Salantin
Dent du Salantin är en bergstopp i Schweiz.   Den ligger i distriktet Saint-Maurice och kantonen Valais, i den sydvästra delen av landet, 100 km söder om huvudstaden Bern. Toppen på Dent du Salantin är 2 482 meter över havet, eller 293 meter över den omgivande terrängen. Bredden vid basen är 1,3 km.
Terrängen runt Dent du Salantin är huvudsakligen mycket bergig. Närmaste större samhälle är Monthey, 11,9 km norr om Dent du Salantin. 
I omgivningarna runt Dent du Salantin växer i huvudsak blandskog. Runt Dent du Salantin är det ganska tätbefolkat, med 124 invånare per kvadratkilometer.